# Hagland Captain
Die Hagland Captain ist ein Küstenmotorschiff der norwegischen Reederei Hagland Shipping.

## Geschichte
Das Schiff wurde unter der Baunummer 199 auf der indischen Werft Chowgule & Company gebaut. Es wurde am 8. Januar 2008 bestellt. Die Kiellegung fand am 11. November 2008, der Stapellauf am 2. August 2011 statt. Die Fertigstellung des Schiffes erfolgte am 25. Juni 2012. Es ist eines von mehreren auf einem gemeinsamen Entwurf des niederländischen Schiffsarchitekturbüros Conoship International basierenden Schiffen.
Das Schiff sollte ursprünglich für die niederländische Flinter Groep gebaut werden. Als Name war Flinterzijl vorgesehen. Ende 2011 übernahm JR Shipping den Bauvertrag. Das Schiff sollte nun als Maratha Chintan in Fahrt kommen. JR Shipping vercharterte das Schiff noch vor der Fertigstellung an die norwegische Reederei Hagland Shipping.
Das Schiff wurde 2012 als Hagland Captain in Dienst gestellt. Heimathafen des unter der Flagge der Niederlande betriebenen Schiffs wurde Harlingen. Nach fünf Jahren kaufte Hagland Shipping das Schiff und brachte es unter die Flagge Norwegens. Heimathafen des Schiffes wurde Haugesund.
Am 23. März 2019 erlitt das Schiff bei dem Versuch, bei der Evakuierung der in Seenot befindlichen Viking Sky zu helfen, einen Motorschaden und musste notankern. Zwei der Rettungshubschrauber, die sich auf dem Wege zur Viking Sky befunden hatten, wurden daraufhin zur Hagland Captain umgeleitet und evakuierten die neun Besatzungsmitglieder dieses Schiffes. Die Hagland Captain befand sich mit einer Ladung Holz für eine Papierfabrik des norwegischen Konzerns Norske Skog auf dem Weg nach Skogn am Trondheimfjord.
Am Vormittag des 25. März 2019 wurde die Hagland Captain von ihrer Ankerposition zu einer Werft auf Averøy geschleppt, wo das Schiff repariert wurde. Seit Anfang April 2019 ist es wieder in Fahrt.

## Technische Daten und Ausstattung
Das Schiff wird von einem Viertakt-Sechszylinder-Dieselmotor des Herstellers Caterpillar (Typ: MaK 6M25) mit 1980 kW Leistung angetrieben. Der Motor wirkt über ein Untersetzungsgetriebe auf einen Verstellpropeller. Das Schiff ist mit einem Bugstrahlruder mit 250 kW Leistung ausgestattet. Für die Stromerzeugung stehen ein Wellengenerator mit 312 kW Leistung sowie ein Dieselgenerator mit 168 kW Leistung und ein Notgenerator mit 168 kW Leistung zur Verfügung.
Das Schiff wurde 2021 als erstes Küstenmotorschiff mit einem Hybridantrieb nachgerüstet. Hierbei wurden Akkumulatoren mit einer Kapazität von 994 kWh als Energiespeicher installiert. Über ein neues Untersetzungsgetriebe können im PTI-Modus die Generatoren als Synchronmotor dienen und den Propeller elektrisch antreiben. Die Dieselmotoren wurden für den Betrieb mit Biodiesel vorbereitet und mit einem System zur Reduktion von Stickoxiden ausgerüstet. Die Kapazität der Akkumulatoren ist ausreichend, um das Schiff etwa 30 Minuten vollelektrisch zu betreiben. Für die Stromversorgung im Hafen und zum Laden der Akkumulatoren steht ein Landanschluss zur Verfügung. Der Umbau des Schiffes kostete rund 30 Mio. NOK.
Die Decksaufbauten mit den Einrichtungen für die Schiffsbesatzung und der Brücke befinden sich im hinteren Bereich des Schiffes. Davor befindet sich ein 62,25 Meter langer, 11,70 Meter breiter und 8,12 Meter hoher Laderaum. Der Rauminhalt beträgt 5720 m³. Der Laderaum ist auf 50,40 Metern Länge boxenförmig. In den vorderen 9,05 und den hinteren 2,80 Metern verjüngt er sich. Auf der Tankdecke stehen 700 m² Fläche zur Verfügung. Die Tankdecke kann mit 15 t/m² belastet werden. Das Schiff ist zur Unterteilung des Laderaums mit zwei Schotten ausgerüstet, die an sieben Positionen errichtet werden können.
Der Laderaum ist mit Stapellukendeckeln verschlossen. Die Lukendeckel können mithilfe von Lukenwagen bewegt werden. Die Lukenwagen dienen auch zum Bewegen der Schotten. Die Lukendeckel können mit 1,6 t/m² belastet werden. An Deck können 38 TEU geladen werden.
Das Schiff ist mit einem Bagger ausgerüstet, der auf einem Wagen über dem Laderaum verfahren werden kann. Der Bagger kann für den Umschlag von Schüttgütern sowie Holzstämmen genutzt werden.